# Ibrahim Zeynalov
 (décembre 2022).
Ibrahim Zeynalov (en azéri:İbrahim İsmayıl oğlu Zeynalov; né le 27 décembre 1934 à Bakou et mort le 6 mars 2008 à Bakou) est un sculpteur azerbaïdjanais, Peintre du peuple de la RSS d'Azerbaïdjan (1988), lauréat des prix d'État de l'URSS (1972) et de la RSS d'Azerbaïdjan (1976).

## Formation
Son grand intérêt pour l'art dès son plus jeune âge le conduit à l'École d'art d'État d'Azerbaïdjan du nom d'Azim Azimzade en 1951. Ibrahim Zeynalov, diplômé du département de sculpture de l'école en 1956, à partir de la même année il poursuit ses études à l'Institut d'art de Kharkov.

## Carrière
En 1962 I.Zeynalov revient à Bakou après avoir terminé ses études supérieures à la faculté de sculpture de l'institut et consacre toute sa vie à l'art de la sculpture.
Depuis 1957, Ibrahim Zeynalov, participe aux expositions républicaines, paneuropéennes et internationales diverses.
Il réussit à relier son activité artistique à un travail pédagogique. En 1971-1973, il enseigne à l'école d'art Azim Azimzadeh. En 1973-1993, il est enseignant à l'Institut pédagogique d'Azerbaïdjan, d'abord comme enseignant principal, professeur associé, professeur et chef de département. De 1994 à 2003 I.Zeynalov est directeur du Musée d'art Rustam Mustafayev.

## Récompenses et prix
- Prix d'État de l'URSS (1972) pour le monument aux 26 commissaires de Bakou.
- Prix d'État de la RSS d'Azerbaïdjan (27 avril 1976) pour le mémorial de Lénine à Nakhitchevan.
- Titre honorifique d '"Peintre émérite de la RSS d'Azerbaïdjan" (5 décembre 1977)
- Titre honorifique "Peintre du peuple de la RSS d'Azerbaïdjan" (7 mai 1988)
- Bourse individuelle du Président de la République d'Azerbaïdjan (5 juillet 2003).